# Aleyrodinae
Aleyrodinae zijn een onderfamilie van halfvleugeligen (Hemiptera) uit de familie witte vliegen (Aleyrodidae).

## Taxonomie
De volgende taxa zijn bij de familie ingedeeld:
- Acanthaleyrodes Takahashi, 1931
  - Acanthaleyrodes callicarpae Takahashi, 1931
  - Acanthaleyrodes styraci Takahashi, 1942
- Acanthobemisia Takahashi, 1935
  - Acanthobemisia distylii Takahashi, 1935
  - Acanthobemisia indicus Meganathan & David, 1994
- Acaudaleyrodes Takahashi, 1951
  - Acaudaleyrodes africanus Dozier, 1934
  - Acaudaleyrodes ebeni Manzari & Alemansoor, 2005
  - Acaudaleyrodes pauliani Takahashi, 1951
  - Acaudaleyrodes rachipora Singh, 1931
  - Acaudaleyrodes tuberculata Bink-Moenen, 1983
- Acutaleyrodes Takahashi, 1960
  - Acutaleyrodes palmae Takahashi, 1960
- Africaleurodes Dozier, 1934
  - Africaleurodes adami Cohic, 1968
  - Africaleurodes ananthakrishnani Dubey & Sundararaj, 2006
  - Africaleurodes balachowskyi Cohic, 1968
  - Africaleurodes capgrasi Cohic, 1968
  - Africaleurodes citri Takahashi, 1932
  - Africaleurodes coffeacola Dozier, 1934
  - Africaleurodes fulakariensis Cohic, 1966
  - Africaleurodes hexalobi Bink-Moenen, 1983
  - Africaleurodes indicus Regu & David, 1993
  - Africaleurodes karwarensis Dubey & Sundararaj, 2006
  - Africaleurodes loganiaceae Dozier, 1934
  - Africaleurodes martini Cohic, 1968
  - Africaleurodes ochnaceae Dozier, 1934
  - Africaleurodes pauliani Cohic, 1968
  - Africaleurodes simula Peal, 1903
  - Africaleurodes souliei Ardaillon & Cohic, 1970
  - Africaleurodes tetracerae Cohic, 1966
  - Africaleurodes uvariae Cohic, 1968
  - Africaleurodes vrijdaghii Ghesquière in Mayné & Ghesquière, 1934
- Agrostaleyrodes Ko, 2001
  - Agrostaleyrodes arcanus Ko in Ko, Chou & Wu, 2001
- Aleurocanthus Quaintance & Baker, 1914
  - Aleurocanthus arecae David & Manjunatha, 2003
  - Aleurocanthus ayyari Regu & David, 1993
  - Aleurocanthus bambusae Peal, 1903
  - Aleurocanthus bangalorensis Dubey & Sundararaj, 2004
  - Aleurocanthus banksiae Maskell, 1896
  - Aleurocanthus brevispinosus Dumbleton, 1961
  - Aleurocanthus calophylli Kotinsky, 1907
  - Aleurocanthus ceracroceus Martin, 1999
  - Aleurocanthus cheni Young, 1942
  - Aleurocanthus chiengmaiensis Takahashi, 1942
  - Aleurocanthus cinnamomi Takahashi, 1931
  - Aleurocanthus citriperdus Quaintance & Baker, 1916
  - Aleurocanthus clitoriae Jesudasan & David, 1991
  - Aleurocanthus cocois Corbett, 1927
  - Aleurocanthus corbetti Takahashi, 1951
  - Aleurocanthus davidi David & Subramaniam, 1976
  - Aleurocanthus delottoi Cohic, 1969
  - Aleurocanthus dissimilis Quaintance & Baker, 1917
  - Aleurocanthus esakii Takahashi, 1936
  - Aleurocanthus eugeniae Takahashi, 1933
  - Aleurocanthus euphorbiae Jesudasan & David, 1991
  - Aleurocanthus ficicola David, 1993
  - Aleurocanthus firmianae Dubey & Sundararaj, 2004
  - Aleurocanthus froggatti Martin, 1999
  - Aleurocanthus gateri Corbett, 1927
  - Aleurocanthus goaensis Dubey & Sundararaj, 2004
  - Aleurocanthus gordoniae Takahashi, 1941
  - Aleurocanthus gymnosporiae Jesudasan & David, 1991
  - Aleurocanthus hibisci Corbett, 1935
  - Aleurocanthus hirsutus Maskell, 1896
  - Aleurocanthus husaini Corbett, 1939
  - Aleurocanthus imperialis Cohic, 1968
  - Aleurocanthus inceratus Silvestri, 1927
  - Aleurocanthus indicus David & Regu, 1989
  - Aleurocanthus ixorae Jesudasan & David, 1991
  - Aleurocanthus leptadeniae Cohic, 1968
  - Aleurocanthus lobulatus Jesudasan & David, 1991
  - Aleurocanthus longispinus Quaintance & Baker, 1917
  - Aleurocanthus loyolae David & Subramaniam, 1976
  - Aleurocanthus luteus Martin, 1985
  - Aleurocanthus mackenziei Cohic, 1969
  - Aleurocanthus mangiferae Quaintance & Baker, 1917
  - Aleurocanthus martini David, 1993
  - Aleurocanthus marudamalaiensis David & Subramanium, 1976
  - Aleurocanthus mayumbensis Cohic, 1966
  - Aleurocanthus multispinosus Dumbleton, 1961
  - Aleurocanthus musae David & Jesudasan, 2002
  - Aleurocanthus mvoutiensis Cohic, 1966
  - Aleurocanthus niger Corbett, 1926
  - Aleurocanthus nigricans Corbett, 1926
  - Aleurocanthus nudus Dumbleton, 1961
  - Aleurocanthus palauensis Kuwana in Kuwana & Muramatsu, 1931
  - Aleurocanthus papuanus Martin, 1985
  - Aleurocanthus pendleburyi Corbett, 1935
  - Aleurocanthus piperis Maskell, 1896
  - Aleurocanthus regis Mound, 1965
  - Aleurocanthus rugosa Singh, 1931
  - Aleurocanthus russellae Jesudasan & David, 1991
  - Aleurocanthus satyanarayani Dubey & Sundararaj, 2004
  - Aleurocanthus serratus Quaintance & Baker, 1917
  - Aleurocanthus seshadrii David & Subramaniam, 1976
  - Aleurocanthus shillongensis Jesudasan & David, 1991
  - Aleurocanthus siamensis Takahashi, 1942
  - Aleurocanthus singhi Jesudasan & David, 1991
  - Aleurocanthus spiniferus Quaintance, 1903
  - Aleurocanthus spinithorax Dumbleton, 1961
  - Aleurocanthus spinosus Kuwana, 1911
  - Aleurocanthus splendens David & Subramaniam, 1976
  - Aleurocanthus strychnosicola Cohic, 1966
  - Aleurocanthus terminaliae Dubey & Sundararaj, 2004
  - Aleurocanthus trispina Mound, 1965
  - Aleurocanthus t-signatus Maskell, 1896
  - Aleurocanthus valenciae Martin & Carver in Martin, 1999
  - Aleurocanthus valparaiensis David & Subramaniam, 1976
  - Aleurocanthus vindhyachali Dubey & Sundararaj, 2004
  - Aleurocanthus voeltzkowi Newstead, 1908
  - Aleurocanthus woglumi Ashby, 1915
  - Aleurocanthus zizyphi Priesner & Hosny, 1934
- Aleurocerus Bondar, 1923
  - Aleurocerus ceriferus Sampson & Drews, 1941
  - Aleurocerus chiclensis Russell, 1986
  - Aleurocerus coccolobae Russell, 1986
  - Aleurocerus colombiae Russell, 1986
  - Aleurocerus flavomarginatus Bondar, 1923
  - Aleurocerus luxuriosus Bondar, 1923
  - Aleurocerus musae Russell, 1986
  - Aleurocerus palmae Russell, 1986
  - Aleurocerus petiolicola Russell, 1986
  - Aleurocerus tumidosus Bondar, 1923
- Aleurochiton Tullgren, 1907
  - Aleurochiton acerinus Haupt, 1934
  - Aleurochiton aceris Modeer, 1778
  - Aleurochiton forbesii Ashmead, 1893
  - Aleurochiton orientalis Danzig, 1966
  - Aleurochiton pseudoplatani Visnya, 1936
- Aleuroclava Singh, 1931
  - Aleuroclava afriae Sundararaj & David, 1995
  - Aleuroclava angkorensis Takahashi, 1942
  - Aleuroclava artocarpi Corbett, 1935
  - Aleuroclava aucubae Kuwana, 1911
  - Aleuroclava ayyari Sundararaj & David, 1993
  - Aleuroclava baccaureae Corbett, 1935
  - Aleuroclava bauhiniae Corbett, 1935
  - Aleuroclava bifurcata Corbett, 1933
  - Aleuroclava bilineata Sundararaj & David, 1993
  - Aleuroclava bulbiformi Qureshi, 1982
  - Aleuroclava burmanicus Singh, 1938
  - Aleuroclava calicutensis Dubey & Sundararaj, 2005
  - Aleuroclava calycopteriseae Dubey & Sundararaj, 2005
  - Aleuroclava canangae Corbett, 1935
  - Aleuroclava cardamomi David & Subramaniam, 1976
  - Aleuroclava carpini Takahashi, 1939
  - Aleuroclava cinnamomi Jesudasan & David, 1991
  - Aleuroclava citri Jesudasan & David, 1991
  - Aleuroclava citrifolii Corbett, 1935
  - Aleuroclava complex Singh, 1931
  - Aleuroclava cordii Qureshi, 1982
  - Aleuroclava davidi Qureshi, 1982
  - Aleuroclava dehradunensis Jesudasan & David, 1991
  - Aleuroclava doddabettaensis Dubey & Sundararaj, 2005
  - Aleuroclava doveri Corbett, 1935
  - Aleuroclava dubius Bink-Moenen, 1983
  - Aleuroclava ehretiae Jesudasan & David, 1991
  - Aleuroclava elatostemae Takahashi, 1932
  - Aleuroclava erythrinae Corbett, 1935
  - Aleuroclava eugeniae Corbett, 1935
  - Aleuroclava euphoriae Takahashi, 1942
  - Aleuroclava euryae Kuwana, 1911
  - Aleuroclava evanantiae Jesudasan & David, 1991
  - Aleuroclava fici Corbett, 1935
  - Aleuroclava ficicola Takahashi, 1932
  - Aleuroclava filamentosa Corbett, 1933
  - Aleuroclava flabellus Takahashi, 1949
  - Aleuroclava fletcheri Sundararaj & David, 1992
  - Aleuroclava goaensis Jesudasan & David, 1991
  - Aleuroclava gordoniae Takahashi, 1932
  - Aleuroclava grewiae Sundararaj & David, 1993
  - Aleuroclava guyavae Takahashi, 1932
  - Aleuroclava hexcantha Singh, 1940
  - Aleuroclava hikosanensis Takahashi, 1938
  - Aleuroclava hindustanicus Meganathan & David, 1994
  - Aleuroclava indicus Singh, 1931
  - Aleuroclava jasmini Takahashi, 1932
  - Aleuroclava kanyakumariensis Sundararaj & David, 1993
  - Aleuroclava kavalurensis Jesudasan & David, 1991
  - Aleuroclava kerala Martin & Mound, 2007
  - Aleuroclava kudremukhensis Dubey & Sundararaj, 2005
  - Aleuroclava kuwanai Takahashi, 1934
  - Aleuroclava lagerstroemiae Takahashi, 1934
  - Aleuroclava lanceolata Takahashi, 1949
  - Aleuroclava latus Takahashi, 1934
  - Aleuroclava lefroyi Sundararaj & David, 1993
  - Aleuroclava lithocarpi Takahashi, 1934
  - Aleuroclava longisetosus Jesudasan & David, 1991
  - Aleuroclava longispinus Takahashi, 1934
  - Aleuroclava louiseae Sundararaj & David, 1993
  - Aleuroclava macarangae Corbett, 1935
  - Aleuroclava madhucae Jesudasan & David, 1991
  - Aleuroclava magnoliae Takahashi, 1952
  - Aleuroclava malloti Takahashi, 1932
  - Aleuroclava manii David, 1978
  - Aleuroclava martini Dubey & Sundararaj, 2005
  - Aleuroclava maximus Qureshi, 1982
  - Aleuroclava melastomae Takahashi, 1934
  - Aleuroclava meliosmae Takahashi, 1932
  - Aleuroclava montanus Takahashi, 1939
  - Aleuroclava multipori Takahashi, 1935
  - Aleuroclava multituberculata Sundararaj & David, 1993
  - Aleuroclava murrayae Singh, 1931
  - Aleuroclava mysorensis Jesudasan & David, 1991
  - Aleuroclava nachiensis Takahashi, 1963
  - Aleuroclava nagercoilensis Sundararaj & David, 1993
  - Aleuroclava nanjangudensis Jesudasan & David, 1991
  - Aleuroclava neolitseae Takahashi, 1934
  - Aleuroclava nephelii Corbett, 1935
  - Aleuroclava nigeriae Mound, 1965
  - Aleuroclava nitidus Singh, 1932
  - Aleuroclava orientalis David & Jesudasan, 1988
  - Aleuroclava papillata Sundararaj & Dubey, 2004
  - Aleuroclava parvus Singh, 1938
  - Aleuroclava pentatuberculata Sundararaj & David, 1993
  - Aleuroclava philomenae Jesudasan & David, 1991
  - Aleuroclava phyllanthi Corbett, 1935
  - Aleuroclava piperis Takahashi, 1935
  - Aleuroclava pongamiae Jesudasan & David, 1991
  - Aleuroclava porosus Priesner & Hosny, 1937
  - Aleuroclava psidii Singh, 1931
  - Aleuroclava pulcherrimus Corbett, 1935
  - Aleuroclava pyracanthae Takahashi, 1933
  - Aleuroclava ramachandrani Dubey & Sundararaj, 2005
  - Aleuroclava regui Sundararaj & David, 1993
  - Aleuroclava rhododendri Takahashi, 1935
  - Aleuroclava saputarensis Sundararaj & David, 1993
  - Aleuroclava selvakumarani Sundararaj & David, 1993
  - Aleuroclava sepangensis Martin & Mound, 2007
  - Aleuroclava siamensis Takahashi, 1942
  - Aleuroclava similis Takahashi, 1938
  - Aleuroclava simplex Takahashi, 1949
  - Aleuroclava singhi Jesudasan & David, 1991
  - Aleuroclava sivakasiensis Sundararaj & David, 1993
  - Aleuroclava srilankaensis David, 1993
  - Aleuroclava stereospermi Corbett, 1935
  - Aleuroclava subindica Martin & Mound, 2007
  - Aleuroclava submarginatus Qureshi, 1982
  - Aleuroclava takahashii David & Subramaniam, 1976
  - Aleuroclava tarennae Martin & Mound, 2007
  - Aleuroclava tentaculiformis Corbett, 1935
  - Aleuroclava terminaliae Sundararaj & David, 1993
  - Aleuroclava thysanospermi Takahashi, 1934
  - Aleuroclava trachelospermi Takahashi, 1938
  - Aleuroclava trilineata Sundararaj & David, 1993
  - Aleuroclava tripori Dubey & Sundararaj, 2006
  - Aleuroclava trochodendri Takahashi, 1957
  - Aleuroclava ubonensis Takahashi, 1942
  - Aleuroclava uraianus Takahashi, 1932
  - Aleuroclava vernoniae Meganathan & David, 1994
  - Aleuroclava vitexae Sundararaj & David, 1993
  - Aleuroclava wrightiae Jesudasan & David, 1991
- Aleurocybotus Quaintance & Baker, 1914
  - Aleurocybotus cereus Martin, 2005
  - Aleurocybotus graminicolus Quaintance, 1899
  - Aleurocybotus occiduus Russell, 1964
- Aleurocyperus Ko & Dubey, 2007
  - Aleurocyperus humus Ko & Dubey, 2007
- Aleuroduplidens Martin, 1999
  - Aleuroduplidens carverae Martin, 1999
  - Aleuroduplidens croceata Maskell, 1896
  - Aleuroduplidens eucalyptifolia Martin, 1999
  - Aleuroduplidens santali Martin, 1999
  - Aleuroduplidens triangularis Martin, 1999
  - Aleuroduplidens wellsae Martin, 1999
- Aleuroglandulus Bondar, 1923
  - Aleuroglandulus inanis Martin, 2005
  - Aleuroglandulus magnus Russell, 1944
  - Aleuroglandulus striatus Sampson & Drews, 1941
  - Aleuroglandulus subtilis Bondar, 1923
- Aleuroinanis Martin, 1999
  - Aleuroinanis myrtacei Martin, 1999
- Aleurolobus Quaintance & Baker, 1914
  - Aleurolobus acanthi Takahashi, 1936
  - Aleurolobus antennata Regu & David, 1993
  - Aleurolobus azadirachtae Regu & David, 1993
  - Aleurolobus azimae Jesudasan & David, 1991
  - Aleurolobus barleriae Jesudasan & David, 1991
  - Aleurolobus barodensis Maskell, 1896
  - Aleurolobus bidentatus Singh, 1940
  - Aleurolobus burliarensis Jesudasan & David, 1991
  - Aleurolobus cassiae Jesudasan & David, 1991
  - Aleurolobus cephalidistinctus Regu & David, 1993
  - Aleurolobus cissampelosae Regu & David, 1993
  - Aleurolobus cohici Regu & David, 1993
  - Aleurolobus confusus David & Subramaniam, 1976
  - Aleurolobus dalbergiae Dubey & Sundararaj, 2006
  - Aleurolobus delamarei Cohic, 1969
  - Aleurolobus delhiensis Regu & David, 1993
  - Aleurolobus diacritica Regu & David, 1993
  - Aleurolobus diastematus Bink-Moenen, 1983
  - Aleurolobus distinctus Regu & David, 1993
  - Aleurolobus exceptionalis Regu & David, 1993
  - Aleurolobus flavus Quaintance & Baker, 1917
  - Aleurolobus fouabii Cohic, 1969
  - Aleurolobus graminicola Bink-Moenen, 1983
  - Aleurolobus greeni Corbett, 1926
  - Aleurolobus gruveli Cohic, 1968
  - Aleurolobus hargreavesi Dozier, 1934
  - Aleurolobus hederae Takahashi, 1935
  - Aleurolobus hosurensis Regu & David, 1993
  - Aleurolobus indigoferae Regu & David, 1993
  - Aleurolobus iteae Takahashi, 1957
  - Aleurolobus japonicus Takahashi, 1954
  - Aleurolobus jullieni Cohic, 1968
  - Aleurolobus karunkuliensis Jesudasan & David, 1991
  - Aleurolobus lagerstroemiae Regu & David, 1993
  - Aleurolobus longisetosus Dubey & Sundararaj, 2006
  - Aleurolobus luci Cohic, 1969
  - Aleurolobus macarangae Regu & David, 1993
  - Aleurolobus madrasensis Regu & David, 1993
  - Aleurolobus marlatti Quaintance, 1903
  - Aleurolobus mauritanicus Cohic, 1969
  - Aleurolobus moundi David & Subramaniam, 1976
  - Aleurolobus musae Corbett, 1935
  - Aleurolobus nagercoilensis Regu & David, 1993
  - Aleurolobus olivinus Silvestri, 1911
  - Aleurolobus onitshae Mound, 1965
  - Aleurolobus oplismeni Takahashi, 1931
  - Aleurolobus orientalis David & Jesudasan, 1988
  - Aleurolobus osmanthi Young, 1944
  - Aleurolobus ovalis Regu & David, 1993
  - Aleurolobus padappaiensis Regu & David, 1993
  - Aleurolobus panvelensis Regu & David, 1993
  - Aleurolobus patchlily Regu & David, 1993
  - Aleurolobus pauliani Cohic, 1969
  - Aleurolobus philippinensis Quaintance & Baker, 1917
  - Aleurolobus piliostigmatos Bink-Moenen, 1983
  - Aleurolobus psidii Jesudasan & David, 1991
  - Aleurolobus rhachisphora Regu & David, 1993
  - Aleurolobus rhododendri Takahashi, 1934
  - Aleurolobus riveae Regu & David, 1993
  - Aleurolobus russellae Regu & David, 1993
  - Aleurolobus sairandhryensis Meganathan & David, 1994
  - Aleurolobus saklespurensis Regu & David, 1993
  - Aleurolobus saputarensis Regu & David, 1993
  - Aleurolobus scolopiae Takahashi, 1933
  - Aleurolobus selangorensis Corbett, 1935
  - Aleurolobus setigerus Quaintance & Baker, 1917
  - Aleurolobus shiiae Takahashi, 1957
  - Aleurolobus singhi Regu & David, 1993
  - Aleurolobus solitarius Quaintance & Baker, 1917
  - Aleurolobus spinosus Jesudasan & David, 1991
  - Aleurolobus sterculiae Jesudasan & David, 1991
  - Aleurolobus styraci Takahashi, 1954
  - Aleurolobus subrotundus Silvestri, 1927
  - Aleurolobus sundararaji Regu & David, 1993
  - Aleurolobus szechwanensis Young, 1942
  - Aleurolobus taonabae Kuwana, 1911
  - Aleurolobus tassellatus Regu & David, 1993
  - Aleurolobus tchadiensis Bink-Moenen, 1983
  - Aleurolobus teucrii Mifsud & Palmeri, 1996
  - Aleurolobus tuberculatus Regu & David, 1993
  - Aleurolobus valparaiensis Jesudasan & David, 1991
  - Aleurolobus vitis Danzig, 1966
  - Aleurolobus walayarensis Jesudasan & David, 1991
  - Aleurolobus wunni Ryberg, 1938
- Aleurolonga Mound, 1965
  - Aleurolonga cassiae Mound, 1965
- Aleuromarginatus Corbett, 1935
  - Aleuromarginatus bauhiniae Corbett, 1935
  - Aleuromarginatus corbettiaformis Martin, 1985
  - Aleuromarginatus dalbergiae Cohic, 1969
  - Aleuromarginatus kallarensis David & Subramaniam, 1976
  - Aleuromarginatus littoralis Martin, 1985
  - Aleuromarginatus marginiquus Martin, 1999
  - Aleuromarginatus millettiae Cohic, 1968
  - Aleuromarginatus moundi Martin, 1999
  - Aleuromarginatus nemciae Martin, 1999
  - Aleuromarginatus nigrus Martin, 1999
  - Aleuromarginatus serdangensis Takahashi, 1955
  - Aleuromarginatus shihmenensis Ko in Ko, Hsu & Wu, 1995
  - Aleuromarginatus tephrosiae Corbett, 1935
  - Aleuromarginatus thirumurthiensis David, 1988
- Aleuropapillatus Regu & David, 1993
  - Aleuropapillatus gmelinae David, Jesudasan & Mathew, 1988
  - Aleuropapillatus kumariensis Regu & David, 1993
- Aleuroparadoxus Quaintance & Baker, 1914
  - Aleuroparadoxus arctostaphyli Russell, 1947
  - Aleuroparadoxus chomeliae Russell, 1947
  - Aleuroparadoxus gardeniae Russell, 1947
  - Aleuroparadoxus ilicicola Russell, 1947
  - Aleuroparadoxus iridescens Bemis, 1904
  - Aleuroparadoxus punctatus Quaintance & Baker, 1917
  - Aleuroparadoxus rhodae Russell, 1947
  - Aleuroparadoxus sapotae Russell, 1947
  - Aleuroparadoxus trinidadensis Russell, 1947
  - Aleuroparadoxus truncatus Russell, 1947
- Aleuroplatus Quaintance & Baker, 1914
  - Aleuroplatus acaciae Bink-Moenen, 1983
  - Aleuroplatus affinis Takahashi, 1961
  - Aleuroplatus agauriae Takahashi, 1955
  - Aleuroplatus akeassii Cohic, 1969
  - Aleuroplatus alcocki Peal, 1903
  - Aleuroplatus alpinus Takahashi, 1955
  - Aleuroplatus anapatsae Takahashi, 1951
  - Aleuroplatus berbericolus Quaintance & Baker, 1917
  - Aleuroplatus bignoniae Russell, 1944
  - Aleuroplatus biluminiporus Martin & Malumphy, 2002
  - Aleuroplatus bossi Takahashi, 1936
  - Aleuroplatus cadabae Priesner & Hosny, 1934
  - Aleuroplatus claricephalus Takahashi, 1940
  - Aleuroplatus cockerelli von Ihering, 1897
  - Aleuroplatus cococolus Quaintance & Baker, 1917
  - Aleuroplatus coronata Quaintance, 1900
  - Aleuroplatus daitoensis Takahashi, 1940
  - Aleuroplatus dentatus Sampson & Drews, 1941
  - Aleuroplatus dorsipallidus Martin, 1988
  - Aleuroplatus dubius Takahashi, 1955
  - Aleuroplatus elmarae Mound & Halsey, 1978
  - Aleuroplatus epigaeae Russell, 1944
  - Aleuroplatus evodiae Takahashi, 1960
  - Aleuroplatus fici Takahashi, 1932
  - Aleuroplatus ficifolii Takahashi, 1942
  - Aleuroplatus ficusrugosae Quaintance & Baker, 1917
  - Aleuroplatus gelatinosus Cockerell, 1898
  - Aleuroplatus graphicus Bondar, 1923
  - Aleuroplatus hiezi Cohic, 1968
  - Aleuroplatus hoyae Peal, 1903
  - Aleuroplatus ilicis Russell, 1944
  - Aleuroplatus incisus Quaintance & Baker, 1917
  - Aleuroplatus incurvatus Takahashi, 1961
  - Aleuroplatus insularis Takahashi, 1941
  - Aleuroplatus joholensis Corbett, 1935
  - Aleuroplatus lateralis Bondar, 1923
  - Aleuroplatus latus Takahashi, 1939
  - Aleuroplatus liquidambaris Takahashi, 1941
  - Aleuroplatus magnoliae Russell, 1944
  - Aleuroplatus malayanus Takahashi, 1955
  - Aleuroplatus mameti Takahashi, 1937
  - Aleuroplatus manjakaensis Takahashi, 1955
  - Aleuroplatus multipori Takahashi, 1940
  - Aleuroplatus myricae Quaintance & Baker, 1917
  - Aleuroplatus mysorensis David & Subramaniam, 1976
  - Aleuroplatus neovatus Takahashi, 1961
  - Aleuroplatus oculiminutus Quaintance & Baker, 1917
  - Aleuroplatus oculireniformis Quaintance & Baker, 1917
  - Aleuroplatus ovatus Quaintance & Baker, 1917
  - Aleuroplatus panamensis Sampson & Drews, 1941
  - Aleuroplatus pauliani Takahashi, 1955
  - Aleuroplatus pectiniferus Quaintance & Baker, 1917
  - Aleuroplatus periplocae Dozier, 1934
  - Aleuroplatus perseaphagus Martin, Aguiar & Pita, 1996
  - Aleuroplatus pileae Takahashi, 1939
  - Aleuroplatus plumosus Quaintance, 1900
  - Aleuroplatus polystachyae Takahashi, 1955
  - Aleuroplatus premnae Corbett, 1926
  - Aleuroplatus quaintancei Peal, 1903
  - Aleuroplatus quercusaquaticae Quaintance, 1900
  - Aleuroplatus robinsoni Takahashi, 1955
  - Aleuroplatus sculpturatus Quaintance & Baker, 1917
  - Aleuroplatus semiplumosus Russell, 1944
  - Aleuroplatus serratus Takahashi, 1955
  - Aleuroplatus sinepecten Singh, 1945
  - Aleuroplatus spina Singh, 1931
  - Aleuroplatus stellatus Hempel, 1922
  - Aleuroplatus subrotundus Takahashi, 1938
  - Aleuroplatus translucidus Quaintance & Baker, 1917
  - Aleuroplatus tsibabenae Takahashi, 1955
  - Aleuroplatus tsimananensis Takahashi, 1955
  - Aleuroplatus tuberculatus Takahashi, 1951
  - Aleuroplatus vaccinii Russell, 1944
  - Aleuroplatus validus Quaintance & Baker, 1917
  - Aleuroplatus variegatus Quaintance & Baker, 1917
  - Aleuroplatus vinsoniodes Cockerell, 1898
  - Aleuroplatus weinmanniae Takahashi, 1951
- Aleuropleurocelus Drews & Sampson, 1956
  - Aleuropleurocelus abnormis Quaintance, 1900
  - Aleuropleurocelus acaudatus Drews & Sampson, 1958
  - Aleuropleurocelus ceanothi Sampson, 1945
  - Aleuropleurocelus cecropiae Bondar, 1923
  - Aleuropleurocelus coachellensis Drews & Sampson, 1958
  - Aleuropleurocelus granulata Sampson & Drews, 1941
  - Aleuropleurocelus laingi Drews & Sampson, 1956
  - Aleuropleurocelus nigrans Bemis, 1904
  - Aleuropleurocelus oblanceolatus Drews & Sampson, 1958
  - Aleuropleurocelus ornatus Drews & Sampson, 1958
  - Aleuropleurocelus rotunda J. M. Baker, 1937
  - Aleuropleurocelus sierrae Sampson, 1945
- Aleuroporosus Corbett, 1935
  - Aleuroporosus lumpurensis Corbett, 1935
- Aleuropteridis Mound, 1961
  - Aleuropteridis eastopi Mound, 1961
  - Aleuropteridis filicicola Newstead, 1911
  - Aleuropteridis hargreavesi Mound, 1961
  - Aleuropteridis jamesi Mound, 1961
- Aleuroputeus Corbett, 1935
  - Aleuroputeus baccaureae Corbett, 1935
  - Aleuroputeus perseae Corbett, 1935
- Aleurothrixus Quaintance & Baker, 1914
  - Aleurothrixus aepim Goeldi, 1886
  - Aleurothrixus aguiari Costa Lima, 1942
  - Aleurothrixus antidesmae Takahashi, 1933
  - Aleurothrixus bondari Costa Lima, 1942
  - Aleurothrixus chivelensis Sampson & Drews, 1941
  - Aleurothrixus floccosus Maskell, 1896
  - Aleurothrixus guareae Costa Lima, 1942
  - Aleurothrixus guimaraesi Costa Lima, 1942
  - Aleurothrixus interrogationis Bemis, 1904
  - Aleurothrixus lucumai Costa Lima, 1942
  - Aleurothrixus miconiae Hempel, 1922
  - Aleurothrixus myrtacei Bondar, 1923
  - Aleurothrixus myrtifolii Bondar, 1923
  - Aleurothrixus ondinae Bondar, 1923
  - Aleurothrixus porteri Quaintance & Baker, 1916
  - Aleurothrixus proximans Bondar, 1923
  - Aleurothrixus silvestris Corbett, 1935
  - Aleurothrixus similis Sampson & Drews, 1941
  - Aleurothrixus smilaceti Takahashi, 1934
  - Aleurothrixus solani Bondar, 1923
- Aleurotithius Quaintance & Baker, 1914
  - Aleurotithius mexicanus Russell, 1947
  - Aleurotithius timberlakei Quaintance & Baker, 1914
- Aleurotrachelus Quaintance & Baker, 1914
  - Aleurotrachelus alpinus Takahashi, 1940
  - Aleurotrachelus ambrensis Takahashi & Mamet, 1952
  - Aleurotrachelus ampullatus Bink-Moenen, 1983
  - Aleurotrachelus anonae Corbett, 1935
  - Aleurotrachelus asparagi Lewis, 1893
  - Aleurotrachelus atratus Hempel, 1922
  - Aleurotrachelus brazzavillense Cohic, 1968
  - Aleurotrachelus camamuensis Bondar, 1923
  - Aleurotrachelus camelliae Kuwana, 1911
  - Aleurotrachelus chikungensis Mound & Halsey, 1978
  - Aleurotrachelus corbetti Takahashi, 1941
  - Aleurotrachelus debregeasiae Young, 1944
  - Aleurotrachelus distinctus Hempel, 1922
  - Aleurotrachelus dryandrae Solomon, 1935
  - Aleurotrachelus duplicatus Bink-Moenen, 1983
  - Aleurotrachelus elatostemae Takahashi, 1932
  - Aleurotrachelus eriosemae Hempel, 1922
  - Aleurotrachelus erythrinae Corbett, 1935
  - Aleurotrachelus euphorifoliae Young, 1944
  - Aleurotrachelus fenestellae Hempel, 1922
  - Aleurotrachelus filamentosus Takahashi, 1938
  - Aleurotrachelus fissistigmae Takahashi, 1931
  - Aleurotrachelus globulariae Goux, 1942
  - Aleurotrachelus granosus Bondar, 1923
  - Aleurotrachelus gratiosus Bondar, 1923
  - Aleurotrachelus grewiae Takahashi, 1952
  - Aleurotrachelus hazomiavonae Takahashi, 1955
  - Aleurotrachelus ingafolii Bondar, 1923
  - Aleurotrachelus ishigakiensis Takahashi, 1933
  - Aleurotrachelus joholensis Corbett, 1935
  - Aleurotrachelus juiyunensis Young, 1944
  - Aleurotrachelus limbatus Maskell, 1896
  - Aleurotrachelus longispinus Corbett, 1926
  - Aleurotrachelus lumpurensis Corbett, 1935
  - Aleurotrachelus machili Takahashi, 1942
  - Aleurotrachelus madagascariensis Takahashi, 1955
  - Aleurotrachelus maesae Takahashi, 1935
  - Aleurotrachelus marginata Newstead, 1911
  - Aleurotrachelus mauritiensis Takahashi, 1940
  - Aleurotrachelus mesuae Corbett, 1935
  - Aleurotrachelus minimus Young, 1944
  - Aleurotrachelus minutus Takahashi, 1952
  - Aleurotrachelus multipapillus Singh, 1932
  - Aleurotrachelus nivetae Cohic, 1969
  - Aleurotrachelus obscurus Bink-Moenen, 1983
  - Aleurotrachelus orchidicola Takahashi, 1939
  - Aleurotrachelus oriani Martin & Mound, 2007
  - Aleurotrachelus pandani Takahashi, 1951
  - Aleurotrachelus papilliferus Sampson & Drews, 1941
  - Aleurotrachelus parvus Hempel, 1899
  - Aleurotrachelus pauliani Takahashi, 1960
  - Aleurotrachelus plectroniae Takahashi, 1955
  - Aleurotrachelus primitus Young, 1944
  - Aleurotrachelus pyracanthae Takahashi, 1935
  - Aleurotrachelus reunionensis Takahashi, 1960
  - Aleurotrachelus rhamnicola Goux, 1940
  - Aleurotrachelus rosarius Bondar, 1923
  - Aleurotrachelus rotundus Corbett, 1935
  - Aleurotrachelus rubi Takahashi, 1933
  - Aleurotrachelus rubromaculatus Bondar, 1923
  - Aleurotrachelus selangorensis Corbett, 1935
  - Aleurotrachelus serratus Takahashi, 1949
  - Aleurotrachelus socialis Bondar, 1923
  - Aleurotrachelus souliei Cohic, 1969
  - Aleurotrachelus stypheliae Maskell, 1896
  - Aleurotrachelus taiwanus Takahashi, 1932
  - Aleurotrachelus tarennae Bink-Moenen, 1983
  - Aleurotrachelus theobromae Bondar, 1923
  - Aleurotrachelus tracheifer Quaintance, 1900
  - Aleurotrachelus trachoides Back, 1912
  - Aleurotrachelus tuberculatus Singh, 1933
  - Aleurotrachelus urticicola Young, 1944
  - Aleurotrachelus vitis Corbett, 1935
  - Aleurotrachelus zonatus Takahashi, 1952
- Aleurotuba Tremblay & Iaccarino, 1978
  - Aleurotuba jelinekii Frauenfeld, 1867
- Aleurotulus Quaintance & Baker, 1914
  - Aleurotulus anthuricola Nakahara, 1989
  - Aleurotulus arundinacea Singh, 1931
  - Aleurotulus laneus Martin, 2005
  - Aleurotulus mundururu Bondar, 1923
  - Aleurotulus nephrolepidis Quaintance, 1900
  - Aleurotulus pteridophytae Martin in Mound, Martin & Polaszek, 1994
- Aleuroviggianus Iaccarino, 1982
  - Aleuroviggianus adanaensis Bink-Moenen, 1992
  - Aleuroviggianus adrianae Iaccarino, 1982
  - Aleuroviggianus graecus Bink-Moenen, 1992
  - Aleuroviggianus halperini Bink-Moenen, 1992
  - Aleuroviggianus polymorphus Bink-Moenen, 1992
  - Aleuroviggianus zonalus Bink-Moenen, 1992
- Aleurovitreus Martin, 2005
  - Aleurovitreus insignis Bondar, 1923
  - Aleurovitreus risor Martin, 2005
- Aleyrodes Latreille, 1796
  - Aleyrodes albescens Hempel, 1922
  - Aleyrodes amnicola Bemis, 1904
  - Aleyrodes asari Schrank, 1801
  - Aleyrodes asarumis Shimer, 1867
  - Aleyrodes aureocincta Cockerell, 1897
  - Aleyrodes baja Sampson, 1943
  - Aleyrodes ciliata Takahashi, 1955
  - Aleyrodes crataegi Kiriukhin, 1947
  - Aleyrodes diasemus Bemis, 1904
  - Aleyrodes elevatus Silvestri, 1934
  - Aleyrodes essigi Penny, 1922
  - Aleyrodes fodiens Maskell, 1896
  - Aleyrodes gossypii Fitch, 1857
  - Aleyrodes hyperici Corbett, 1926
  - Aleyrodes japonica Takahashi, 1963
  - Aleyrodes lactea Zehntner, 1897
  - Aleyrodes latus Hempel, 1922
  - Aleyrodes lonicerae Walker, 1852
  - Aleyrodes millettiae Cohic, 1968
  - Aleyrodes osmaroniae Sampson, 1945
  - Aleyrodes philadelphi Danzig, 1966
  - Aleyrodes proletella Linnaeus, 1758
  - Aleyrodes pruinosus Bemis, 1904
  - Aleyrodes pyrolae Gillette & Baker, 1895
  - Aleyrodes shizuokensis Kuwana, 1911
  - Aleyrodes singularis Danzig, 1966
  - Aleyrodes sorini Takahashi, 1958
  - Aleyrodes spiraeoides Quaintance, 1900
  - Aleyrodes taiheisanus Takahashi, 1939
  - Aleyrodes takahashii Ossiannilsson, 1966
  - Aleyrodes tinaeoides Blanchard, 1852
  - Aleyrodes winterae Takahashi, 1937
  - Aleyrodes zygia Danzig, 1966
- Aleyrodiella Danzig, 1966
  - Aleyrodiella lamellifera Danzig, 1966
- Anomaleyrodes Takahashi & Mamet, 1952
  - Anomaleyrodes palmae Takahashi & Mamet, 1952
- Apobemisia Takahashi, 1954
  - Apobemisia celti Takahashi, 1932
  - Apobemisia kuwanai Takahashi, 1934
- Arachnaleyrodes Bink-Moenen, 1983
  - Arachnaleyrodes insignis Bink-Moenen, 1983
- Asialeyrodes Corbett, 1935
  - Asialeyrodes corbetti Takahashi, 1949
  - Asialeyrodes dorsidemarcata Singh, 1932
  - Asialeyrodes dubius Martin & Mound, 2007
  - Asialeyrodes elegans Meganathan & David, 1994
  - Asialeyrodes euphoriae Takahashi, 1942
  - Asialeyrodes indica Sundararaj & David, 1992
  - Asialeyrodes lumpurensis Corbett, 1935
  - Asialeyrodes lushanensis Ko in Ko, Hsu & Wu, 1993
  - Asialeyrodes maesae Takahashi, 1934
  - Asialeyrodes meghalayensis Regu & David, 1992
  - Asialeyrodes menoni Meganathan & David, 1994
  - Asialeyrodes multipori Takahashi, 1942
  - Asialeyrodes papillatus Regu & David, 1992
  - Asialeyrodes saklespurensis Regu & David, 1993
  - Asialeyrodes selangorensis Corbett, 1935
  - Asialeyrodes sphaerica Sundararaj & Dubey, 2006
  - Asialeyrodes splendens Meganathan & David, 1994
- Asterobemisia Trehan, 1940
  - Asterobemisia atraphaxius Danzig, 1969
  - Asterobemisia carpini Koch, 1857
  - Asterobemisia curvata Qureshi, 1981
  - Asterobemisia dentata Danzig, 1969
  - Asterobemisia lata Danzig, 1966
  - Asterobemisia obenbergeri Zahradnik, 1961
  - Asterobemisia paveli Zahradnik, 1961
  - Asterobemisia salicaria Danzig, 1969
  - Asterobemisia silvatica Danzig, 1964
  - Asterobemisia takahashii Danzig, 1966
  - Asterobemisia trifolii Danzig, 1966
  - Asterobemisia yanagicola Takahashi, 1934
- Asterochiton Maskell, 1879
  - Asterochiton aureus Maskell, 1879
  - Asterochiton auricolor Bondar, 1923
  - Asterochiton cerata Maskell, 1896
  - Asterochiton cordiae David & Subramaniam, 1976
  - Asterochiton fagi Maskell, 1890
  - Asterochiton pittospori Dumbleton, 1957
  - Asterochiton simplex Maskell, 1890
- Axacalia Danzig, 1969
  - Axacalia spiraeanthi Danzig, 1969
- Bellitudo Russell, 1943
  - Bellitudo campae Russell, 1943
  - Bellitudo cubae Russell, 1943
  - Bellitudo hispaniolae Russell, 1943
  - Bellitudo jamaicae Russell, 1943
- Bemisaleyrodes Cohic, 1969
  - Bemisaleyrodes balachowskyi Cohic, 1969
  - Bemisaleyrodes brideliae Bink-Moenen, 1983
  - Bemisaleyrodes grjebinei Cohic, 1968
  - Bemisaleyrodes pauliani Cohic, 1969
- Bemisia Quaintance & Baker, 1914
  - Bemisia afer Priesner & Hosny, 1934
  - Bemisia alni Takahashi, 1957
  - Bemisia antennata Gameel, 1968
  - Bemisia bambusae Takahashi, 1942
  - Bemisia berbericola Cockerell, 1896
  - Bemisia capitata Regu & David, 1991
  - Bemisia caudasculptura Quaintance & Baker, 1937
  - Bemisia centroamericana Martin, 2005
  - Bemisia combreticula Bink-Moenen, 1983
  - Bemisia confusa Danzig, 1964
  - Bemisia cordylinidis Dumbleton, 1961
  - Bemisia decipiens Maskell, 1896
  - Bemisia elliptica Takahashi, 1960
  - Bemisia flocculosa Gill & Holder, 2011[2]
  - Bemisia formosana Takahashi, 1933
  - Bemisia giffardi Kotinsky, 1907
  - Bemisia gigantea Martin, 1999
  - Bemisia grossa Singh, 1931
  - Bemisia guierae Bink-Moenen, 1983
  - Bemisia hirta Bink-Moenen, 1983
  - Bemisia lampangensis Takahashi, 1942
  - Bemisia lauracea Martin, Aguiar & Pita, 1996
  - Bemisia leakii Peal, 1903
  - Bemisia medinae Gomez-Menor, 1954
  - Bemisia mesasiatica Danzig, 1969
  - Bemisia moringae David & Subramaniam, 1976
  - Bemisia multituberculata Sundararaj & David, 1990
  - Bemisia ovata Goux, 1940
  - Bemisia poinsettiae Hempel, 1922
  - Bemisia pongamiae Takahashi, 1931
  - Bemisia porteri Corbett, 1935
  - Bemisia psiadiae Takahashi, 1955
  - Bemisia puerariae Takahashi, 1955
  - Bemisia religiosa Peal, 1903
  - Bemisia shinanoensis Kuwana, 1922
  - Bemisia spiraeae Young, 1944
  - Bemisia spiraeoides Mound & Halsey, 1978
  - Bemisia subdecipiens Martin, 1999
  - Bemisia sugonjaevi Danzig, 1969
  - Bemisia tabaci Gennadius, 1889
  - Bemisia tuberculata Bondar, 1923
- Bemisiella Danzig, 1966
  - Bemisiella artemisiae Danzig, 1966
  - Bemisiella lespedezae Danzig, 1966
- Brazzaleyrodes Cohic, 1966
  - Brazzaleyrodes eriococciformis Cohic, 1966
- Bulgarialeurodes Corbett, 1936
  - Bulgarialeurodes cotesii Maskell, 1896
- Calluneyrodes Zahradnik, 1961
  - Calluneyrodes callunae Ossiannilsson, 1947
- Chitonaleyrodes Martin, 1999
  - Chitonaleyrodes canberrensis Martin, 1999
- Cockerelliella Sundararaj & David, 1992
  - Cockerelliella adinandrae Corbett, 1935
  - Cockerelliella bladhiae Takahashi, 1931
  - Cockerelliella curcumae Corbett, 1935
  - Cockerelliella dehradunensis Jesudasan & David, 1991
  - Cockerelliella dioscoreae Sundararaj & David, 1992
  - Cockerelliella indica Sundararaj & David, 1992
  - Cockerelliella karmardini Corbett, 1935
  - Cockerelliella lumpurensis Corbett, 1935
  - Cockerelliella meghalayensis Sundararaj & David, 1992
  - Cockerelliella psidii Corbett, 1935
  - Cockerelliella quaintancei Sundararaj & David, 1992
  - Cockerelliella rhodamniae Corbett, 1935
  - Cockerelliella rotunda Regu & David, 1993
  - Cockerelliella sembilanensis Corbett, 1935
  - Cockerelliella somnathensis Sundararaj, 2000
  - Cockerelliella splendens Meganathan & David, 1994
  - Cockerelliella zingiberae Sundararaj & David, 1992
- Cohicaleyrodes Bink-Moenen, 1983
  - Cohicaleyrodes alternans Cohic, 1966
  - Cohicaleyrodes blanzyi Cohic, 1968
  - Cohicaleyrodes crossopterygis Bink-Moenen, 1983
  - Cohicaleyrodes descarpentriesi Cohic, 1968
  - Cohicaleyrodes elongatus Meganathan & David, 1994
  - Cohicaleyrodes indicus David & Selvakumaran, 1987
  - Cohicaleyrodes jesudasani David, 2005
  - Cohicaleyrodes mappiae Selvakumaran & David, 1996
  - Cohicaleyrodes obscura Bink-Moenen, 1983
  - Cohicaleyrodes padminiae Phillips & Jesudasan in David, Jesudasan & Phillips, 2006
  - Cohicaleyrodes pauliani Cohic, 1968
  - Cohicaleyrodes platysepali Cohic, 1966
  - Cohicaleyrodes quadrilongispinae Bink-Moenen, 1983
  - Cohicaleyrodes recurvispinus Cohic, 1966
  - Cohicaleyrodes saklespurensis Regu & David, 1992
  - Cohicaleyrodes uvariae Cohic, 1968
- Combesaleyrodes Cohic, 1966
  - Combesaleyrodes bouqueti Cohic, 1966
  - Combesaleyrodes tauffliebi Cohic, 1966
- Corbettia Dozier, 1934
  - Corbettia bauhiniae Cohic, 1968
  - Corbettia graminis Mound, 1965
  - Corbettia grandis Russell, 1960
  - Corbettia isoberliniae Bink-Moenen, 1983
  - Corbettia lamottei Cohic, 1969
  - Corbettia lonchocarpi Bink-Moenen, 1983
  - Corbettia millettiacola Dozier, 1934
  - Corbettia pauliani Cohic, 1966
  - Corbettia tamarindi Takahashi, 1951
- Crenidorsum Russell, 1945
  - Crenidorsum armatae Russell, 1945
  - Crenidorsum aroidephagus Martin & Aguiar in Martin, Aguiar & Baufeld, 2001
  - Crenidorsum binkae Jesudasan & David, 1991
  - Crenidorsum caerulescens Singh, 1931
  - Crenidorsum celebes Martin, 1988
  - Crenidorsum cinnamomi Jesudasan & David, 1991
  - Crenidorsum coimbatorensis David & Subramaniam, 1976
  - Crenidorsum commune Russell, 1945
  - Crenidorsum debordae Russell, 1945
  - Crenidorsum diaphanum Russell, 1945
  - Crenidorsum differens Russell, 1945
  - Crenidorsum goaensis Jesudasan & David, 1991
  - Crenidorsum lasangensis Martin, 1985
  - Crenidorsum leve Russell, 1945
  - Crenidorsum magnisetae Russell, 1945
  - Crenidorsum malpighiae Russell, 1945
  - Crenidorsum marginale Russell, 1945
  - Crenidorsum micheliae Takahashi, 1932
  - Crenidorsum millennium Martin, 1999
  - Crenidorsum morobensis Martin, 1985
  - Crenidorsum ornatum Russell, 1945
  - Crenidorsum pykarae Jesudasan & David, 1991
  - Crenidorsum rubiae P. M. M. David, 2000
  - Crenidorsum russellae P. M. M David & B. V. David, 2000
  - Crenidorsum stigmaphylli Russell, 1945
  - Crenidorsum tuberculatum Russell, 1945
  - Crenidorsum turpiniae Takahashi, 1932
  - Crenidorsum wendlandiae Jesudasan & David, 1991
- Crescentaleyrodes David & Jesudasan, 1987
  - Crescentaleyrodes fumipennis Hempel, 1899
  - Crescentaleyrodes monodi Cohic, 1969
  - Crescentaleyrodes paulianae Cohic, 1969
  - Crescentaleyrodes semilunaris Corbett, 1926
  - Crescentaleyrodes vetiveriae Dubey & Ko, 2006
- Cryptolingula Martin & Carver, 1999
  - Cryptolingula perplexa Martin & Carver in Martin, 1999
- Davidiella Dubey & Sundararaj, 2005
  - Davidiella cinnamomi Dubey & Sundararaj, 2005
- Dialeurodes Cockerell, 1902
  - Dialeurodes abbotabadiensis Qureshi, 1980
  - Dialeurodes adinobotris Corbett, 1935
  - Dialeurodes agalmae Takahashi, 1935
  - Dialeurodes angulata Corbett, 1935
  - Dialeurodes anjumi Qureshi, 1980
  - Dialeurodes ara Corbett, 1935
  - Dialeurodes armatus David & Subramaniam, 1976
  - Dialeurodes ayyanarensis Sundararaj & David, 1991
  - Dialeurodes bancoensis Ardaillon & Cohic, 1970
  - Dialeurodes bangkokana Takahashi, 1942
  - Dialeurodes bicornicauda Martin, 1999
  - Dialeurodes binkae Sundararaj & David, 1991
  - Dialeurodes biventralis Sundararaj & David, 1991
  - Dialeurodes buscki Quaintance & Baker, 1917
  - Dialeurodes canthiae Sundararaj & David, 1991
  - Dialeurodes celti Takahashi, 1942
  - Dialeurodes cephalidistinctus Singh, 1932
  - Dialeurodes cerifera Quaintance & Baker, 1917
  - Dialeurodes chiengsenana Takahashi, 1942
  - Dialeurodes cinnamomi Takahashi, 1932
  - Dialeurodes cinnamomicola Takahashi, 1937
  - Dialeurodes citri Ashmead, 1885
  - Dialeurodes citricola Young, 1942
  - Dialeurodes conocephali Corbett, 1935
  - Dialeurodes crescentata Corbett, 1935
  - Dialeurodes cyathispinifera Corbett, 1933
  - Dialeurodes daphniphylli Takahashi, 1932
  - Dialeurodes davidi Mound & Halsey, 1978
  - Dialeurodes decaspermi Martin, 1985
  - Dialeurodes delhiensis David & Sundararaj, 1992
  - Dialeurodes denticulatus Bondar, 1923
  - Dialeurodes dicksoni Corbett, 1935
  - Dialeurodes didymocarpi Corbett, 1935
  - Dialeurodes dissimilis Quaintance & Baker, 1917
  - Dialeurodes distincta Corbett, 1933
  - Dialeurodes drypetesi nomen novum.
  - Dialeurodes dubia Corbett, 1935
  - Dialeurodes dumbeaensis Dumbleton, 1961
  - Dialeurodes egregissima Sampson & Drews, 1941
  - Dialeurodes emarginata Mound, 1965
  - Dialeurodes endospermae Corbett, 1935
  - Dialeurodes evodiae Corbett, 1935
  - Dialeurodes ficicola Takahashi, 1935
  - Dialeurodes gardeniae Corbett, 1935
  - Dialeurodes gemurohensis Corbett, 1935
  - Dialeurodes gigantica Sundararaj & David, 1991
  - Dialeurodes glutae Corbett, 1935
  - Dialeurodes granulata Sundararaj & David, 1991
  - Dialeurodes greenwoodi Corbett, 1936
  - Dialeurodes heterocera Bondar, 1923
  - Dialeurodes hexpuncta Singh, 1932
  - Dialeurodes hongkongensis Takahashi, 1941
  - Dialeurodes icfreae Sundararaj & Dubey, 2003
  - Dialeurodes imperialis Bondar, 1923
  - Dialeurodes indicus David & Subramaniam, 1976
  - Dialeurodes ixorae Singh, 1931
  - Dialeurodes joholensis Corbett, 1935
  - Dialeurodes kepongensis Corbett, 1935
  - Dialeurodes keralaensis Meganathan & David, 1994
  - Dialeurodes kirkaldyi Kotinsky, 1907
  - Dialeurodes kumargiriensis Sundararaj & Dubey, 2006
  - Dialeurodes lithocarpi Takahashi, 1931
  - Dialeurodes loranthi Corbett, 1926
  - Dialeurodes machilicola Takahashi, 1942
  - Dialeurodes maculatus Bondar, 1928
  - Dialeurodes maculipennis Bondar, 1923
  - Dialeurodes mahableshwarensis Sundararaj & David, 1998
  - Dialeurodes martini Sundararaj & David, 1991
  - Dialeurodes maxima Quaintance & Baker, 1917
  - Dialeurodes minahassai Martin, 1988
  - Dialeurodes mirabilis Takahashi, 1942
  - Dialeurodes musae Corbett, 1935
  - Dialeurodes nagpurensis Sundararaj & David, 1991
  - Dialeurodes natickis Baker & Moles, 1921
  - Dialeurodes navarroi Bondar, 1928
  - Dialeurodes nigeriae Cohic, 1966
  - Dialeurodes octoplicata Corbett, 1935
  - Dialeurodes ouchii Takahashi, 1937
  - Dialeurodes oweni Singh, 1932
  - Dialeurodes palmata Sundararaj & David, 1991
  - Dialeurodes panacis Corbett, 1935
  - Dialeurodes papulae Singh, 1932
  - Dialeurodes pauliani Cohic, 1966
  - Dialeurodes philippinensis Takahashi, 1936
  - Dialeurodes pilahensis Corbett, 1935
  - Dialeurodes platicus Bondar, 1923
  - Dialeurodes polymorpha Bink-Moenen, 1983
  - Dialeurodes pseudocitri Takahashi, 1942
  - Dialeurodes psychotriae Dumbleton, 1961
  - Dialeurodes punctata Corbett, 1933
  - Dialeurodes radiilinealis Quaintance & Baker, 1917
  - Dialeurodes radiipuncta Quaintance & Baker, 1917
  - Dialeurodes ramadeviae Dubey & Sundararaj, 2004
  - Dialeurodes rangooni Singh, 1932
  - Dialeurodes razalyi Corbett, 1935
  - Dialeurodes rempangensis Takahashi, 1949
  - Dialeurodes rengas Corbett, 1935
  - Dialeurodes reticulosa Corbett, 1935
  - Dialeurodes rotunda Singh, 1931
  - Dialeurodes rubiphaga Dubey & Sundararaj, 2004
  - Dialeurodes russellae Sundararaj & David, 1991
  - Dialeurodes saklaspurensis David, 1976
  - Dialeurodes saklespurensis Regu & David, 1993
  - Dialeurodes sandorici Corbett, 1935
  - Dialeurodes sepangensis Corbett, 1935
  - Dialeurodes sheryli P. M. M. David, 2000
  - Dialeurodes shintenensis Takahashi, 1933
  - Dialeurodes shoreae Corbett, 1933
  - Dialeurodes siemriepensis Takahashi, 1942
  - Dialeurodes simmondsi Corbett, 1927
  - Dialeurodes striata Corbett, 1935
  - Dialeurodes struthanthi Hempel, 1901
  - Dialeurodes sundararajani Sundararaj & Dubey, 2006
  - Dialeurodes tanakai Takahashi, 1942
  - Dialeurodes townsendi Quaintance & Baker, 1917
  - Dialeurodes tricolor Quaintance & Baker, 1917
  - Dialeurodes tuberculosa Corbett, 1935
  - Dialeurodes turpiniae Meganathan & David, 1994
  - Dialeurodes vitis Corbett, 1935
  - Dialeurodes vulgaris Singh, 1931
  - Dialeurodes wendlandiae Meganathan & David, 1994
  - Dialeurodes yercaudensis Jesudasan & David, 1991
- Dialeurolobus Danzig, 1964
  - Dialeurolobus erythrinae Corbett, 1935
  - Dialeurolobus pulcher Danzig, 1964
  - Dialeurolobus rhamni Bink-Moenen in Bink-Moenen & Gerling, 1992
- Dialeurolonga Dozier, 1928
  - Dialeurolonga africana Newstead, 1921
  - Dialeurolonga agauriae Takahashi, 1951
  - Dialeurolonga ambilaensis Takahashi, 1955
  - Dialeurolonga angustata Takahashi, 1961
  - Dialeurolonga aphloiae Takahashi, 1955
  - Dialeurolonga bambusae Takahashi, 1961
  - Dialeurolonga bambusicola Takahashi, 1951
  - Dialeurolonga brevispina Takahashi, 1951
  - Dialeurolonga communis Bink-Moenen, 1983
  - Dialeurolonga davidi Dubey & Sundararaj, 2006
  - Dialeurolonga elliptica Takahashi, 1955
  - Dialeurolonga elongata Dozier, 1928
  - Dialeurolonga erythroxylonis Takahashi, 1955
  - Dialeurolonga eugeniae Takahashi, 1951
  - Dialeurolonga graminis Takahashi, 1951
  - Dialeurolonga guettardae Martin, 2005
  - Dialeurolonga hoyti Mound, 1965
  - Dialeurolonga kumargiriensis Dubey & Sundararaj, 2006
  - Dialeurolonga lagerstroemiae Jesudasan & David, 1991
  - Dialeurolonga lamtoensis Cohic, 1969
  - Dialeurolonga lata Takahashi, 1955
  - Dialeurolonga maculata Singh, 1931
  - Dialeurolonga malleshwaramensis Sundararaj, 2001
  - Dialeurolonga mameti Takahashi, 1955
  - Dialeurolonga mauritiensis Takahashi, 1938
  - Dialeurolonga milloti Takahashi, 1951
  - Dialeurolonga multipapilla Takahashi, 1955
  - Dialeurolonga multipori Dubey & Sundararaj, 2006
  - Dialeurolonga multituberculata Dubey & Sundararaj, 2006
  - Dialeurolonga nemoralis Bink-Moenen, 1983
  - Dialeurolonga nigra Takahashi & Mamet, 1952
  - Dialeurolonga operculobata Martin & Carver in Martin, 1999
  - Dialeurolonga paradoxa Takahashi, 1955
  - Dialeurolonga paucipapillata Cohic, 1969
  - Dialeurolonga pauliani Takahashi, 1951
  - Dialeurolonga perinetensis Takahashi & Mamet, 1952
  - Dialeurolonga phyllarthronis Takahashi, 1955
  - Dialeurolonga pseudocephalidistincta Dubey & Sundararaj, 2006
  - Dialeurolonga ravensarae Takahashi & Mamet, 1952
  - Dialeurolonga rhamni Takahashi, 1961
  - Dialeurolonga robinsoni Takahashi & Mamet, 1952
  - Dialeurolonga rotunda Takahashi, 1961
  - Dialeurolonga rusostigmoides Martin, 1999
  - Dialeurolonga similis Takahashi, 1955
  - Dialeurolonga simplex Takahashi, 1955
  - Dialeurolonga strychnosicola Cohic, 1966
  - Dialeurolonga subrotunda Takahashi, 1955
  - Dialeurolonga swainei Martin, 1999
  - Dialeurolonga takahashii David & Jesudasan 1989
  - Dialeurolonga tambourissae Takahashi, 1955
  - Dialeurolonga tenella Takahashi, 1961
  - Dialeurolonga trialeuroides Takahashi & Mamet, 1952
  - Dialeurolonga vendranae Takahashi, 1961
- Dialeuropora Quaintance & Baker, 1917
  - Dialeuropora bipunctata Corbett, 1933
  - Dialeuropora brideliae Takahashi, 1932
  - Dialeuropora centrosemae Corbett, 1935
  - Dialeuropora congoensis Cohic, 1966
  - Dialeuropora decempuncta Quaintance & Baker, 1917
  - Dialeuropora hassensanensis Takahashi, 1934
  - Dialeuropora heptapora Regu & David, 1992
  - Dialeuropora holboelliae Young, 1944
  - Dialeuropora indochinensis Takahashi, 1942
  - Dialeuropora jendera Corbett, 1935
  - Dialeuropora langsat Corbett, 1935
  - Dialeuropora malayensis Corbett, 1935
  - Dialeuropora mangiferae Corbett, 1935
  - Dialeuropora murrayae Takahashi, 1931
  - Dialeuropora papillata Cohic, 1966
  - Dialeuropora photiniana Chen, 1997
  - Dialeuropora portugaliae Cohic, 1966
  - Dialeuropora pterolobiae David & Subramaniam, 1976
  - Dialeuropora silvarum Corbett, 1935
  - Dialeuropora urticata Young, 1944
  - Dialeuropora viburni Takahashi, 1933
- Dialeurotrachelus Takahashi, 1942
  - Dialeurotrachelus cambodiensis Takahashi, 1942
- Disiphon Russell, 1993
  - Disiphon dubienus Bondar, 1923
  - Disiphon russellae Martin, 2005
- Distinctaleyrodes Dubey & Sundararaj, 2006
  - Distinctaleyrodes setosus Dubey & Sundararaj, 2006
- Dothioia Dumbleton, 1961
  - Dothioia bidentatus Dumbleton, 1961
- Dumbletoniella Jesudasan & David, 1990
  - Dumbletoniella callistemoni Martin, 1999
  - Dumbletoniella ellipticae Dumbleton, 1956
  - Dumbletoniella eucalypti Dumbleton, 1957
  - Dumbletoniella pittospori Martin & Carver in Martin, 1999
  - Dumbletoniella rotunda Martin & Carver in Martin, 1999
  - Dumbletoniella xanthorrhoeae Martin, 1999
- Editaaleyrodes David, 2005
  - Editaaleyrodes indicus David, 2005
- Extensaleyrodes Bink-Moenen, 1983
  - Extensaleyrodes akureensis Mound, 1965
  - Extensaleyrodes falcata Bink-Moenen, 1983
- Fascaleyrodes Bink-Moenen, 1983
  - Fascaleyrodes palmae Gameel, 1968
  - Fascaleyrodes rara Bink-Moenen, 1983
- Filicaleyrodes Takahashi, 1962
  - Filicaleyrodes bosseri Takahashi, 1962
  - Filicaleyrodes williamsi Trehan, 1938
- Fippataleyrodes Sundararaj & David, 1992
  - Fippataleyrodes cinnamomi Dubey & Sundararaj, 2005
  - Fippataleyrodes indica Sundararaj & David, 1992
  - Fippataleyrodes litseae Sundararaj & David, 1992
  - Fippataleyrodes multipori Dubey & Sundararaj, 2005
  - Fippataleyrodes yellapurensis Dubey & Sundararaj, 2005
- Gagudjuia Martin, 1999
  - Gagudjuia allosyncarpiae Martin, 1999
- Gomenella Dumbleton, 1961
  - Gomenella dryandrae Takahashi, 1950
  - Gomenella multipora Dumbleton, 1961
  - Gomenella reflexa Dumbleton, 1961
- Harpaleyrodes Bink-Moenen, 1983
  - Harpaleyrodes tuberculata Bink-Moenen, 1983
- Hesperaleyrodes Sampson, 1943
  - Hesperaleyrodes michoacanensis Sampson, 1943
- Heteraleyrodes Takahashi, 1942
  - Heteraleyrodes bambusae Takahashi, 1942
  - Heteraleyrodes bambusicola Takahashi, 1951
- Heterobemisia Takahashi, 1957
  - Heterobemisia alba Takahashi, 1957
- Indoaleyrodes David & Subramaniam, 1976
  - Indoaleyrodes glochidioni Martin & Carver in Martin, 1999
  - Indoaleyrodes laos Takahashi, 1942
  - Indoaleyrodes pseudoculatus Martin, 1985
  - Indoaleyrodes reticulata Dumbleton, 1961
- Juglasaleyrodes Cohic, 1966
  - Juglasaleyrodes orstomensis Cohic, 1966
- Keralaleyrodes Meganathan & David, 1994
  - Keralaleyrodes indicus Meganathan & David, 1994
- Laingiella Corbett, 1926
  - Laingiella bambusae Corbett, 1926
- Leucopogonella Dumbleton, 1961
  - Leucopogonella apectenata Dumbleton, 1961
  - Leucopogonella pallida Dumbleton, 1961
  - Leucopogonella simila Dumbleton, 1961
  - Leucopogonella sinuata Dumbleton, 1961
- Lipaleyrodes Takahashi, 1962
  - Lipaleyrodes atriplex Froggatt, 1911
  - Lipaleyrodes breyniae Singh, 1931
  - Lipaleyrodes crossandrae David & Subramaniam, 1976
  - Lipaleyrodes emiliae Chen & Ko, 2006
  - Lipaleyrodes euphorbiae David & Subramaniam, 1976
  - Lipaleyrodes hargreavesi Corbett, 1935
  - Lipaleyrodes leguminicola Takahashi, 1942
  - Lipaleyrodes phyllanthi Takahashi, 1962
  - Lipaleyrodes vernoniae David & Thenmozhi, 1995
- Malayaleyrodes Corbett, 1935
  - Malayaleyrodes lumpurensis Corbett, 1935
- Marginaleyrodes Takahashi, 1961
  - Marginaleyrodes fanalae Takahashi, 1951
  - Marginaleyrodes fenestrata Takahashi, 1955
  - Marginaleyrodes ixorae Takahashi, 1961
  - Marginaleyrodes madagascariensis Takahashi, 1951
  - Marginaleyrodes tsinjoarivona Takahashi, 1955
- Massilieurodes Goux, 1939
  - Massilieurodes alabamensis Jensen, 2001
  - Massilieurodes americanus Jensen, 2001
  - Massilieurodes chittendeni Laing, 1928
  - Massilieurodes curiosa Jensen, 2001
  - Massilieurodes euryae Takahashi, 1940
  - Massilieurodes fici Takahashi, 1932
  - Massilieurodes formosensis Takahashi, 1933
  - Massilieurodes homonoiae Jesudasan & David, 1991
  - Massilieurodes kirishimensis Takahashi, 1963
  - Massilieurodes monticola Takahashi, 1932
  - Massilieurodes multipori Takahashi, 1932
  - Massilieurodes myricae Jensen, 2001
  - Massilieurodes rarasana Takahashi, 1934
  - Massilieurodes sakaki Takahashi, 1958
  - Massilieurodes setiger Goux, 1939
- Metabemisia Takahashi, 1963
  - Metabemisia distylii Takahashi, 1963
  - Metabemisia filicis Mound, 1967
  - Metabemisia palawana Martin in Martin & Camus, 2001
- Metaleyrodes Sampson, 1943
  - Metaleyrodes oceanica Takahashi, 1939
- Minutaleyrodes Jesudasan & David, 1990
  - Minutaleyrodes cherasensis Corbett, 1935
  - Minutaleyrodes indicus Meganathan & David, 1994
  - Minutaleyrodes kolliensis David, 1977
  - Minutaleyrodes minuta Singh, 1931
  - Minutaleyrodes suishanus Takahashi, 1934
- Mixaleyrodes Takahashi, 1936
  - Mixaleyrodes polypodicola Takahashi, 1963
  - Mixaleyrodes polystichi Takahashi, 1936
- Nealeyrodes Hempel, 1922
  - Nealeyrodes bonariensis Hempel, 1922
- Neoaleurodes Bondar, 1923
  - Neoaleurodes clandestinus Bondar, 1923
- Neoaleurotrachelus Takahashi & Mamet, 1952
  - Neoaleurotrachelus aphloiae Takahashi & Mamet, 1952
  - Neoaleurotrachelus bertilloni Cohic, 1966
  - Neoaleurotrachelus graberi Cohic, 1968
  - Neoaleurotrachelus sudaniensis Gameel, 1968
- Neomaskellia Quaintance & Baker, 1913
  - Neomaskellia andropogonis Corbett, 1926
  - Neomaskellia bergii Signoret, 1868
- Neopealius Takahashi, 1954
  - Neopealius rubi Takahashi, 1954
- Nigrasialeyrodes Martin & Carver, 1999
  - Nigrasialeyrodes convexus Martin & Carver in Martin, 1999
- Orchamoplatus Russell, 1958
  - Orchamoplatus caledonicus Dumbleton, 1956
  - Orchamoplatus calophylli Russell, 1958
  - Orchamoplatus citri Takahashi, 1940
  - Orchamoplatus dentatus Dumbleton, 1956
  - Orchamoplatus dumbletoni Cohic, 1959
  - Orchamoplatus incognitus Dumbleton, 1956
  - Orchamoplatus louiserussellae Martin, 1999
  - Orchamoplatus mammaeferus Quaintance & Baker, 1917
  - Orchamoplatus montanus Dumbleton, 1956
  - Orchamoplatus niuginii Martin, 1985
  - Orchamoplatus noumeae Russell, 1958
  - Orchamoplatus perdentatus Dumbleton, 1961
  - Orchamoplatus plumensis Dumbleton, 1956
  - Orchamoplatus porosus Dumbleton, 1956
- Orientaleyrodes David, 1993
  - Orientaleyrodes indicus Regu & David, 1993
  - Orientaleyrodes zeylanicus Corbett, 1926
- Orstomaleyrodes Cohic, 1966
  - Orstomaleyrodes fimbriae Mound, 1965
- Papillipes Bink-Moenen, 1983
  - Papillipes spinifer Bink-Moenen, 1983
- Parabemisia Takahashi, 1952
  - Parabemisia aceris Takahashi, 1931
  - Parabemisia indica Meganathan & David, 1994
  - Parabemisia jawani Martin, 1985
  - Parabemisia lushanensis Ko & Luo, 1999
  - Parabemisia maculata Takahashi, 1952
  - Parabemisia myricae Kuwana, 1927
  - Parabemisia myrmecophila Martin, 1985
- Paraleurolobus Sampson & Drews, 1941
  - Paraleurolobus chamaedoreae Russell, 1994
  - Paraleurolobus imbricatus Sampson & Drews, 1941
- Paulianaleyrodes Cohic, 1966
  - Paulianaleyrodes pauliani Cohic, 1966
  - Paulianaleyrodes splendens Cohic, 1966
  - Paulianaleyrodes tetracerae Cohic, 1966
- Pealius Quaintance & Baker, 1914
  - Pealius akebiae Kuwana, 1911
  - Pealius amamianus Takahashi, 1963
  - Pealius artocarpi Corbett, 1935
  - Pealius azaleae Baker & Moles, 1920
  - Pealius bangkokensis Takahashi, 1942
  - Pealius bengalensis Peal, 1903
  - Pealius cambodiensis Takahashi, 1942
  - Pealius chinensis Takahashi, 1941
  - Pealius cinnamomi David & Sundararaj, 1991
  - Pealius cryptus Martin, 1999
  - Pealius damnacanthi Takahashi, 1935
  - Pealius elatostemae Takahashi, 1932
  - Pealius elongatus David, Sudararaj & Regu, 1991
  - Pealius euryae Takahashi, 1955
  - Pealius ezeigwi Mound, 1965
  - Pealius fici Mound, 1965
  - Pealius indicus David, 1972
  - Pealius kalawi Singh, 1933
  - Pealius kankoensis Takahashi, 1933
  - Pealius kelloggi Bemis, 1904
  - Pealius kongosana Takahashi, 1955
  - Pealius liquidambari Takahashi, 1932
  - Pealius longispinus Takahashi, 1932
  - Pealius machili Takahashi, 1935
  - Pealius maculatus Takahashi, 1942
  - Pealius madeirensis Martin, Aguiar & Pita, 1996
  - Pealius maskelli Bemis, 1904
  - Pealius misrae Singh, 1931
  - Pealius mitakensis Takahashi, 1955
  - Pealius mori Takahashi, 1932
  - Pealius nagerkoilensis Jesudasan & David, 1991
  - Pealius nilgiriensis David, 1972
  - Pealius polygoni Takahashi, 1934
  - Pealius psychotriae Takahashi, 1935
  - Pealius quercus Signoret, 1868
  - Pealius rhododendri Takahashi, 1935
  - Pealius rubi Takahashi, 1936
  - Pealius sairandhryensis Meganathan & David, 1994
  - Pealius schimae Takahashi, 1950
  - Pealius setosus Danzig, 1964
  - Pealius spinosus Jesudasan & David, 1991
  - Pealius splendens David, Sudararaj & Regu, 1991
  - Pealius sutepensis Takahashi, 1942
  - Pealius tuberculatus Takahashi, 1942
  - Pealius walayarensis Jesudasan & David, 1991
- Pectinaleyrodes Bink-Moenen, 1983
  - Pectinaleyrodes culcasiae Cohic, 1969
  - Pectinaleyrodes silvaticus Cohic, 1969
  - Pectinaleyrodes triclisiae Cohic, 1966
- Pentaleyrodes Takahashi, 1937
  - Pentaleyrodes cinnamomi Takahashi, 1932
  - Pentaleyrodes hongkongensis Takahashi, 1941
  - Pentaleyrodes linderae Chou & Yan, 1988
  - Pentaleyrodes yasumatsui Takahashi, 1939
- Peracchius Lima & Racca-Filho, 2005
  - Peracchius durantae Lima & Racca-Filho, 2005
- Plataleyrodes Takahashi & Mamet, 1952
  - Plataleyrodes anthocleistae Takahashi & Mamet, 1952
- Pogonaleyrodes Takahashi, 1955
  - Pogonaleyrodes fastuosa Takahashi, 1955
  - Pogonaleyrodes zimmermanni Newstead, 1911
- Pseudaleurolobus Hempel, 1922
  - Pseudaleurolobus jaboticabae Hempel, 1922
- Pseudaleuroplatus Martin, 1999
  - Pseudaleuroplatus kiensis Martin, 1999
  - Pseudaleuroplatus litseae Dumbleton, 1956
- Pseudaleyrodes Hempel, 1922
  - Pseudaleyrodes depressus Hempel, 1922
- Pseudozaphanera Manzari, 2006
  - Pseudozaphanera niger Maskell, 1896
  - Pseudozaphanera papyrocarpae Martin in Bailey, Martin, Noyes & Austin, 2001
  - Pseudozaphanera rhachisreticulata Martin, 1999
  - Pseudozaphanera splendida Martin, 1999
  - Pseudozaphanera wariensis Martin, 1999
- Ramsesseus Zahradnik, 1970
  - Ramsesseus follioti Zahradnik, 1970
- Rhachisphora Quaintance & Baker, 1917
  - Rhachisphora alishanensis Ko in Ko, Hsu & Wu, 1992
  - Rhachisphora ardisiae Takahashi, 1935
  - Rhachisphora capitatis Corbett, 1926
  - Rhachisphora elongatus Regu & David, 1990
  - Rhachisphora fijiensis Kotinsky, 1907
  - Rhachisphora franksae Martin, 1999
  - Rhachisphora indica Sundararaj & David, 1991
  - Rhachisphora ixorae Sundararaj & David, 1991
  - Rhachisphora kallarensis Jesudasan & David, 1991
  - Rhachisphora koshunensis Takahashi, 1933
  - Rhachisphora machili Takahashi, 1932
  - Rhachisphora madhucae Jesudasan & David, 1991
  - Rhachisphora maesae Takahashi, 1932
  - Rhachisphora malayensis Takahashi, 1952
  - Rhachisphora oblongata Ko, Wu & Chou, 1998
  - Rhachisphora queenslandica Martin, 1999
  - Rhachisphora reticulata Takahashi, 1933
  - Rhachisphora rutherfordi Quaintance & Baker, 1917
  - Rhachisphora sanhsianensis Ko in Ko, Hsu & Wu, 1992
  - Rhachisphora selangorensis Corbett, 1933
  - Rhachisphora setulosa Corbett, 1926
  - Rhachisphora styraci Takahashi, 1934
  - Rhachisphora taiwana Ko in Ko, Hsu & Wu, 1992
  - Rhachisphora trilobitoides Quaintance & Baker, 1917
- Rosanovia Danzig, 1969
  - Rosanovia hulthemiae Danzig, 1969
- Rugaleyrodes Bink-Moenen, 1983
  - Rugaleyrodes angolensis Cohic, 1966
  - Rugaleyrodes bidentata Bink-Moenen, 1983
  - Rugaleyrodes tetracerae Cohic, 1966
  - Rugaleyrodes villiersi Cohic, 1968
  - Rugaleyrodes vuattouxi Cohic, 1969
- Rusostigma Quaintance & Baker, 1917
  - Rusostigma eugeniae Maskell, 1896
  - Rusostigma radiirugosa Quaintance & Baker, 1917
  - Rusostigma tokyonis Kuwana, 1911
  - Rusostigma tristylii Takahashi, 1935
- Russellaleyrodes David, 1973
  - Russellaleyrodes cumiugum Singh, 1932
- Septaleurodicus Sampson, 1943
  - Septaleurodicus mexicanus Sampson, 1943
- Setaleyrodes Takahashi, 1931
  - Setaleyrodes litseae David & Sundararaj, 1991
  - Setaleyrodes mirabilis Takahashi, 1931
  - Setaleyrodes quercicola Takahashi, 1934
  - Setaleyrodes takahashia Singh, 1933
  - Setaleyrodes thretaonai David, 1981
  - Setaleyrodes vigintiseta Martin, 1999
- Simplaleurodes Goux, 1945
  - Simplaleurodes hemisphaerica Goux, 1945
- Singhiella Sampson, 1943
  - Singhiella bassiae David & Subramaniam, 1976
  - Singhiella bicolor Singh, 1931
  - Singhiella brideliae Jesudasan & David, 1991
  - Singhiella cambodiensis Takahashi, 1942
  - Singhiella cardamomi David & Subramaniam, 1976
  - Singhiella chinensis Takahashi, 1941
  - Singhiella chitinosa Takahashi, 1937
  - Singhiella citrifolii Morgan, 1893
  - Singhiella crenulata Qureshi & Qayyam, 1969
  - Singhiella delamarei Cohic, 1968
  - Singhiella dioscoreae Takahashi, 1934
  - Singhiella dipterocarpi Takahashi, 1942
  - Singhiella elaeagni Takahashi, 1935
  - Singhiella elbaensis Priesner & Hosny, 1934
  - Singhiella ficifolii Takahashi, 1942
  - Singhiella kuraruensis Takahashi, 1933
  - Singhiella longisetae Chou & Yan, 1988
  - Singhiella malabaricus Jesudasan & David, 1991
  - Singhiella mekonensis Takahashi, 1942
  - Singhiella melanolepis Chen & Ko, 2007
  - Singhiella pallida Singh, 1931
  - Singhiella piperis Takahashi, 1934
  - Singhiella premnae Martin, 1999
  - Singhiella serdangensis Corbett, 1935
  - Singhiella simplex Singh, 1931
  - Singhiella subrotunda Takahashi, 1935
  - Singhiella sutepensis Takahashi, 1942
  - Singhiella tetrastigmae Takahashi, 1934
  - Singhiella vanieriae Takahashi, 1935
- Singhius Takahashi, 1932
  - Singhius ehretiae Jesudasan & David, 1991
  - Singhius hibisci Kotinsky, 1907
  - Singhius morindae Sundararaj & David, 1992
  - Singhius russellae David & Subramaniam, 1976
- Siphoninus Silvestri, 1915
  - Siphoninus gruveli Cohic, 1968
  - Siphoninus immaculatus Heeger, 1856
  - Siphoninus phillyreae Haliday, 1835
- Sphericaleyrodes Selvakumaran & David, 1996
  - Sphericaleyrodes bambusae Selvakumaran & David, 1996
  - Sphericaleyrodes regui Dubey & Sundararaj, 2006
- Tegmaleurodes Martin, 2005
  - Tegmaleurodes crustatus Bondar, 1928
  - Tegmaleurodes integellus Bondar, 1923
  - Tegmaleurodes lentus Martin, 2005
- Tetraleurodes Cockerell, 1902
  - Tetraleurodes acaciae Quaintance, 1900
  - Tetraleurodes adabicola Takahashi, 1955
  - Tetraleurodes andropogoni Dozier, 1934
  - Tetraleurodes bambusae Jesudasan & David, 1991
  - Tetraleurodes banksiae Martin, 1999
  - Tetraleurodes bararakae Takahashi, 1955
  - Tetraleurodes bicolor Bink-Moenen in Bink-Moenen & Gerling, 1992
  - Tetraleurodes bidentatus Sampson & Drews, 1941
  - Tetraleurodes bireflexa Nakahara, 1995
  - Tetraleurodes burliarensis Jesudasan & David, 1991
  - Tetraleurodes cacaorum Bondar, 1923
  - Tetraleurodes caulicola Nakahara, 1995
  - Tetraleurodes chivela Nakahara, 1995
  - Tetraleurodes confusa Nakahara, 1995
  - Tetraleurodes contigua Sampson & Drews, 1941
  - Tetraleurodes corni Haldeman, 1850
  - Tetraleurodes cruzi Cassino, 1991
  - Tetraleurodes dendrocalami Dubey & Sundararaj, 2005
  - Tetraleurodes dorseyi Kirkaldy, 1907
  - Tetraleurodes dorsirugosa Nakahara, 1995
  - Tetraleurodes elaeocarpi Takahashi, 1950
  - Tetraleurodes errans Bemis, 1904
  - Tetraleurodes fici Quaintance & Baker, 1937
  - Tetraleurodes ghesquierei Dozier, 1934
  - Tetraleurodes graminis Takahashi, 1934
  - Tetraleurodes granulata Bink-Moenen, 1983
  - Tetraleurodes hederae Goux, 1939
  - Tetraleurodes hirsuta Takahashi, 1955
  - Tetraleurodes kunnathoorensis Regu & David, 1993
  - Tetraleurodes leguminicola Bink-Moenen, 1983
  - Tetraleurodes madagascariensis Takahashi, 1951
  - Tetraleurodes malayensis Mound & Halsey, 1978
  - Tetraleurodes mameti Takahashi, 1938
  - Tetraleurodes marshalli Bondar, 1928
  - Tetraleurodes melanops Cockerell, 1903
  - Tetraleurodes mexicana Nakahara, 1995
  - Tetraleurodes mirabilis Takahashi, 1961
  - Tetraleurodes monnioti Cohic, 1968
  - Tetraleurodes mori Quaintance, 1899
  - Tetraleurodes moundi Cohic, 1968
  - Tetraleurodes neemani Bink-Moenen in Bink-Moenen & Gerling, 1992
  - Tetraleurodes oplismeni Takahashi, 1934
  - Tetraleurodes pauliani Takahashi, 1955
  - Tetraleurodes perileuca Cockerell, 1902
  - Tetraleurodes perseae Nakahara, 1995
  - Tetraleurodes pluto Dumbleton, 1956
  - Tetraleurodes pringlei Quaintance & Baker, 1937
  - Tetraleurodes pseudacaciae Nakahara, 1995
  - Tetraleurodes psidii David, 1993
  - Tetraleurodes pusana Takahashi, 1950
  - Tetraleurodes quadratus Sampson & Drews, 1941
  - Tetraleurodes quercicola Nakahara, 1995
  - Tetraleurodes rugosus Corbett, 1926
  - Tetraleurodes russellae Cohic, 1968
  - Tetraleurodes selachidentata Bink-Moenen, 1983
  - Tetraleurodes semibarbata Takahashi, 1955
  - Tetraleurodes simplicior Bink-Moenen, 1983
  - Tetraleurodes splendens Bemis, 1904
  - Tetraleurodes stellata Maskell, 1896
  - Tetraleurodes stirlingiae Martin, 1999
  - Tetraleurodes submarginata Dumbleton, 1961
  - Tetraleurodes subrotunda Takahashi, 1937
  - Tetraleurodes sulcistriatus Martin, 1999
  - Tetraleurodes supraxialis Martin, 1999
  - Tetraleurodes thenmozhiae Jesudasan & David, 1991
  - Tetraleurodes truncatus Sampson & Drews, 1941
  - Tetraleurodes tuberculata Bink-Moenen, 1983
  - Tetraleurodes tuberculosa Nakahara, 1995
  - Tetraleurodes ursorum Cockerell, 1910
- Tetralicia Harrison, 1917
  - Tetralicia debarroi Martin & Carver in Martin, 1999
  - Tetralicia erianthi Danzig, 1969
  - Tetralicia ericae Harrison, 1917
  - Tetralicia graminicola Bink-Moenen, 1983
  - Tetralicia iberiaca Bink-Moenen, 1989
  - Tetralicia tuberculata Bink-Moenen, 1983
- Trialeurodes Cockerell, 1902
  - Trialeurodes abdita Martin, 2005
  - Trialeurodes abutiloneus Haldeman, 1850
  - Trialeurodes amealcensis Carapia-Ruiz in Carapia-Ruiz, Gonzalez-Hernandez, Romero-Napoles, Ortega-Arenas & Koch, 2003
  - Trialeurodes asplenii Maskell, 1890
  - Trialeurodes bambusae Takahashi, 1943
  - Trialeurodes bellissima Sampson & Drews, 1940
  - Trialeurodes bemisae Russell, 1948
  - Trialeurodes bruneiensis Martin in Martin & Camus, 2001
  - Trialeurodes celti Takahashi, 1943
  - Trialeurodes chinensis Takahashi, 1955
  - Trialeurodes coccolobae Russell, 1948
  - Trialeurodes colcordae Russell, 1948
  - Trialeurodes corollis Penny, 1922
  - Trialeurodes cryptus Martin, 2005
  - Trialeurodes darwiniensis Martin, 1999
  - Trialeurodes dicksoniae Martin, 1999
  - Trialeurodes diminutis Penny, 1922
  - Trialeurodes drewsi Sampson, 1945
  - Trialeurodes elaphoglossi Takahashi, 1960
  - Trialeurodes ericae Bink-Moenen, 1976
  - Trialeurodes eriodictyonis Russell, 1948
  - Trialeurodes euphorbiae Russell, 1948
  - Trialeurodes fernaldi Morrill, 1903
  - Trialeurodes floridensis Quaintance, 1900
  - Trialeurodes glacialis Bemis, 1904
  - Trialeurodes heucherae Russell, 1948
  - Trialeurodes hutchingsi Bemis, 1904
  - Trialeurodes intermedia Russell, 1948
  - Trialeurodes ipomoeae Carapia-Ruiz in Carapia-Ruiz, Gonzalez-Hernandez, Romero-Napoles, Ortega-Arenas & Koch, 2003
  - Trialeurodes lauri Signoret, 1882
  - Trialeurodes longispina Takahashi, 1943
  - Trialeurodes madroni Bemis, 1904
  - Trialeurodes magnoliae Russell, 1948
  - Trialeurodes mameti Takahashi, 1951
  - Trialeurodes manihoti Bondar, 1923
  - Trialeurodes meggitti Singh, 1933
  - Trialeurodes merlini Bemis, 1904
  - Trialeurodes mirissimus Sampson & Drews, 1941
  - Trialeurodes multipori Russell, 1948
  - Trialeurodes notata Russell, 1948
  - Trialeurodes oblongifoliae Russell, 1948
  - Trialeurodes packardi Morrill, 1903
  - Trialeurodes palaquifolia Corbett, 1935
  - Trialeurodes paucipapilla Martin, 2005
  - Trialeurodes perakensis Corbett, 1935
  - Trialeurodes pergandei Quaintance, 1900
  - Trialeurodes phlogis Russell, 1993
  - Trialeurodes rex Martin in Martin & Camus, 2001
  - Trialeurodes ricini Misra, 1924
  - Trialeurodes ruborum Cockerell, 1897
  - Trialeurodes sardiniae Rapisarda, 1986
  - Trialeurodes shawundus Baker & Moles, 1921
  - Trialeurodes similis Russell, 1948
  - Trialeurodes tabaci Bondar, 1928
  - Trialeurodes tentaculatus Bemis, 1904
  - Trialeurodes tephrosiae Russell, 1948
  - Trialeurodes thaiensis Takahashi, 1943
  - Trialeurodes unadutus Baker & Moles, 1921
  - Trialeurodes vaporariorum Westwood, 1856
  - Trialeurodes varia Quaintance & Baker, 1937
  - Trialeurodes variabilis Quaintance, 1900
  - Trialeurodes vitrinellus Cockerell, 1903
  - Trialeurodes vittatus Quaintance, 1900
- Trialeurolonga Martin, 2005
  - Trialeurolonga trifida Martin, 2005
- Trichoaleyrodes Takahashi & Mamet, 1952
  - Trichoaleyrodes carinata Takahashi & Mamet, 1952
- Tuberaleyrodes Takahashi, 1932
  - Tuberaleyrodes bobuae Takahashi, 1934
  - Tuberaleyrodes machili Takahashi, 1932
  - Tuberaleyrodes neolitseae Young, 1944
  - Tuberaleyrodes rambutana Takahashi, 1955
  - Tuberaleyrodes spiniferosa Corbett, 1933
- Vasantharajiella P. M. M. David, 2000
  - Vasantharajiella kalakadensis P. M. M. David, 2000
- Vasdavidius Russell, 2000
  - Vasdavidius cobarensis Martin, 1999
  - Vasdavidius concursus Ko in Ko, Wu & Chou, 1998
  - Vasdavidius indicus David & Subramaniam, 1976
  - Vasdavidius miscanthus Ko in Ko, Wu & Chou, 1998
  - Vasdavidius setiferus Quaintance & Baker, 1917
- Venezaleurodes Russell, 1967
  - Venezaleurodes pisoniae Russell, 1967
- Viennotaleyrodes Cohic, 1968
  - Viennotaleyrodes bergerardi Cohic, 1966
  - Viennotaleyrodes bicolorata Martin, 1999
  - Viennotaleyrodes bosciae Bink-Moenen, 1983
  - Viennotaleyrodes curvisetosus Martin, 1999
  - Viennotaleyrodes dichrostachi Bink-Moenen, 1983
  - Viennotaleyrodes fallax Bink-Moenen, 1983
  - Viennotaleyrodes incomptus Martin, 1999
  - Viennotaleyrodes lacunae Martin, 1999
  - Viennotaleyrodes megapapillae Singh, 1932
  - Viennotaleyrodes nilagiriensis David, Krishnan & Thenmozhi, 1994
  - Viennotaleyrodes platysepali Cohic, 1966
- Xenaleyrodes Takahashi, 1936
  - Xenaleyrodes artocarpi Takahashi, 1936
  - Xenaleyrodes broughae Martin, 1985
  - Xenaleyrodes eucalypti Dumbleton, 1956
  - Xenaleyrodes fauceregius Martin, 1999
  - Xenaleyrodes irianicus Martin, 1985
  - Xenaleyrodes timonii Martin, 1985
- Xenobemisia Takahashi, 1951
  - Xenobemisia coleae Takahashi, 1951
- Yleyrodes Bink-Moenen, 1983
  - Yleyrodes isoberlinae Bink-Moenen, 1983
- Zaphanera Corbett, 1926
  - Zaphanera capparis Bink-Moenen, 1983
  - Zaphanera cyanotis Corbett, 1926
  - Zaphanera indicus Jesudasan & David, 1991
  - Zaphanera publicus Singh, 1938